# Potocznik
Potocznik (Berula Besser & W.D.J.Koch) – rodzaj roślin należący do rodziny selerowatych. Obejmuje 5–6 gatunków. Występują one w strefie klimatu umiarkowanego na półkuli północnej oraz we wschodniej i południowej Afryce. Do polskiej flory należy potocznik wąskolistny B. erecta – jedyny przedstawiciel rodzaju w Europie. Gatunek B. bracteata z Wyspy Świętej Heleny był dawniej zbierany i spożywany jak selery.

## Morfologia
PokrójWieloletnie rośliny zielne, z korzeniącymi się w węzłach kłączami i z rozłogami. Łodygi są obłe na przekroju i kreskowane podłużnie.
LiścieZanurzone zwykle 3–4-krotnie pierzaste z wąskimi łatkami. Wynurzone pojedynczo pierzaste z listkami lancetowatymi lub jajowatymi, piłkowanymi i wcinanymi na brzegu.
KwiatyDrobne, zebrane w baldachy złożone o niezbyt licznych baldaszkach, wyrastające z węzłów naprzeciw liści. Pokrywy i pokrywki zielone, odgięte, lancetowate (pokrywki są węższe), całobrzegie lub wcinane, w liczbie 3–5. Ząbki kielicha trójkątnie lancetowate, wyraźnie widoczne. Płatki korony białe, na szczycie wycięte, z łatką zagiętą do środka kwiatu.
OwoceSzeroko jajowate rozłupnie z boków mniej lub bardziej spłaszczone. Na powierzchni ze słabo widocznymi żebrami, ale za to z wyraźnymi i licznymi smugami. Szyjki słupków dłuższe od stożkowatego krążka miodnikowego.

## Systematyka
Pozycja systematyczna
Rodzaj w obrębie rodziny selerowatych (baldaszkowatych) Apiaceae klasyfikowany jest do podrodziny Apioideae, plemienia Oenantheae. Rodzaj jest siostrzany w stosunku do rodzaju pęczyna Helosciadium, od którego różni się liczbą chromosomów (ma ich 2n = 20, a pęczyna 2n = 22) oraz liczbą smug (vittae) na owocu (ma liczne, podczas gdy owoce pęczyny mają ich 6 na każdej z rozłupek). Występują mieszańce między tymi rodzajami (× Beruladium A.C. Leslie). Do bardzo blisko spokrewnionych należą też rodzaje: marek Sium i Cryptotaenia. 
Wykaz gatunków
- Berula bracteata (Roxb.) Spalik & S.R.Downie
- Berula burchellii (Hook.f.) Spalik & S.R.Downie
- Berula erecta (Huds.) Coville – potocznik wąskolistny
- Berula imbricata (Schinz) Spalik & S.R.Downie
- Berula repanda (Welw. ex Hiern) Spalik & S.R.Downie
- Berula thunbergii (DC.) H.Wolff